# Dilia Blok
Dilia Blok (Gouda, 4 april 1966) is een Nederlands politica en bestuurster. Ze is partijloos. Sinds 4 december 2017 is ze burgemeester van Someren.

## Biografie
Blok is geboren in Gouda en getogen in Berkenwoude. Haar moeder, Dicky Blok-Nomen (1932-2015), zat vanaf 1966 tientallen jaren voor een lokale partij in de gemeenteraad van Berkenwoude en na de gemeentelijke herindeling in 1985 van Bergambacht. Blok heeft gewerkt bij het Academisch Ziekenhuis Rotterdam en later bij het Erasmus Medisch Centrum in Rotterdam waar ze het bracht tot unithoofd. Ook was ze reservist bij de Rijkspolitie.
Daarnaast was ze ook actief in de lokale politiek in Bergambacht; zo was ze vanaf 1985 steunfractielid en in 1994 kwam ze voor Gemeentebelang Bergambacht in de gemeenteraad. In 2005 werd ze daar wethouder en in 2015 in Krimpenerwaard voor de VGBK. Sinds 4 december 2017 is ze de burgemeester van Someren. Met ingang van 31 maart 2025 werd Elly Blanksma-van den Heuvel benoemd tot waarnemend burgemeester van Someren, toen Blok zich wegens gezondheidsredenen tijdelijk terugtrok als burgemeester van Someren.